# Henryk Malesa

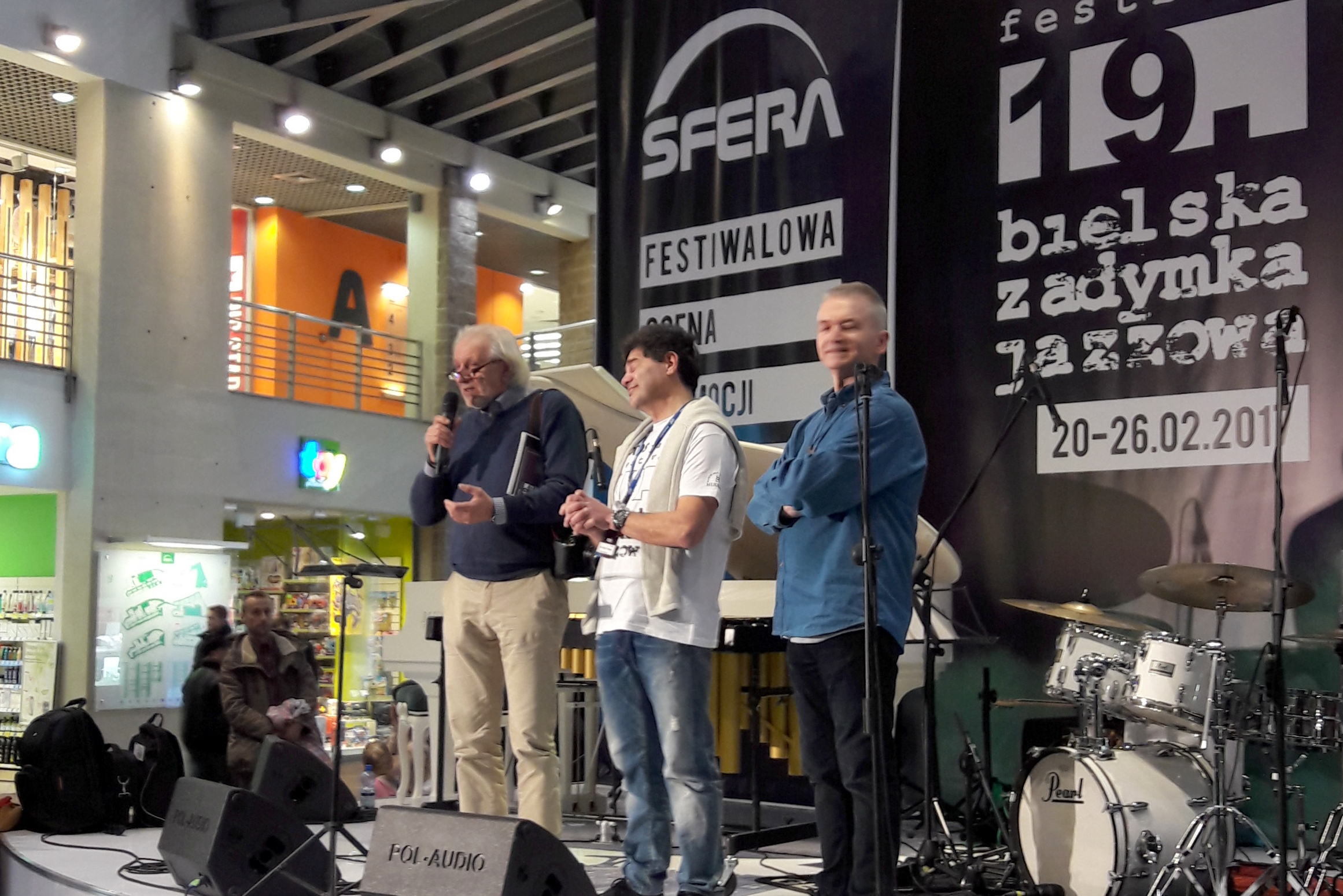
Henryk Malesa na Lotos Jazz Festiwal

Henryk Malesa (ur. 9 stycznia 1950 w Szczecinie) – polski artysta fotograf. Członek rzeczywisty Okręgu Górskiego Związku Polskich Artystów Fotografików. Przewodniczący Głównej Komisji Rewizyjnej ZPAF w Warszawie. Prezes Zarządu Fundacji Fotografia Polska. Członek Rady Fundacji Centrum Fotografii w Bielsku-Białej. Członek Zarządu Polskiego Stowarzyszenia Jazzowego.

## Życiorys
Henryk Malesa jest absolwentem Wydziału Prawa i Administracji Uniwersytetu Warszawskiego. Związany ze śląskim środowiskiem fotograficznym zajmuje się fotografią filmową, fotografią muzyczną oraz fotografią teatralną, w dużej części powstającej w technice monochromatycznej. Miejsce szczególne w jego twórczości zajmuje fotografia dokumentalna, fotografia krajobrazowa oraz fotografia portretowa – w dużej części obrazująca koncertujących muzyków jazzowych takich jak (m.in.) Peter Beets, Aleksiey Krugłow, Tomasz Grochot, Jan Ptaszyn Wróblewski.
Henryk Malesa jest autorem kilkudziesięciu wystaw autorskich prezentowanych między innymi w Polsce, Rosji, na Słowacji, w Turkmenistanie oraz wielu wystaw zbiorowych w Polsce i za granicą. Jego fotografie były prezentowane między innymi w bielskiej Galerii B&B, Bibliotece Śląskiej w Katowicach, bielskim Biurze Wystaw Artystycznych, krakowskich Sukiennicach, Narodowym Muzeum Sztuki w Aszhabadzie. 
Henryk Malesa (m.in.) jako fotograf współpracuje między innymi z czasopismem Jazz Forum, Galerią B&B w Bielsku-Białej, Lotos Jazz Festiwal (Bielską Zadymką Jazzową), organizowany przez Stowarzyszenia Sztuka Teatr. Jest członkiem rzeczywistym Związku Polskich Artystów Fotografików (legitymacja nr 937), w którym pełni funkcję przewodniczącego Głównej Komisji Rewizyjnej ZPAF w Warszawie (kadencja na lata 2017–2020) oraz funkcję członka Sądu Koleżeńskiego Okręgu Górskiego ZPAF (kadencja na lata 2017–2020).

## Wystawy (cykle)
- Moment’s notice
- W stronę człowieka
- Nowy Orlean, klimaty zwiane wiatrem
- Kurorty
- Cztery pory roku

Źródło